# Jean-Louis Roux
Jean-Louis Roux, CC, CQ, FRSC (* 18. Mai 1923 in Montreal; † 28. November 2013 ebenda) war ein kanadischer Regisseur, Schauspieler, Übersetzer und Politiker. Er gehörte zu den bekanntesten französischsprachigen Theaterregisseuren Kanadas. Als Schauspieler war er auch an zahlreichen Fernseh- und Filmproduktionen beteiligt, überwiegend in komödiantischen Rollen. Ab 1994 gehörte er zwei Jahre lang dem kanadischen Senat an. Anschließend amtierte er als Vizegouverneur der Provinz Québec, bis ihn ein Skandal nach nur vier Monaten zum Rücktritt zwang.

## Biografie
Roux absolvierte ab 1942 ein Medizinstudium an der Université de Montréal, gab dieses aber 1946 auf, um Schauspieler zu werden. Nach verschiedenen Theaterrollen in New York und Paris kehrte er 1950 nach Montreal zurück. Ein Jahr später gehörte er zu den Mitbegründern des Théâtre du Nouveau Monde und war dort führender Darsteller des Ensembles. Von 1966 bis 1982 leitete er dieses Theater als Direktor. Als Theaterschauspieler trat Roux in über 150 Stücken auf, darunter von Shakespeare, Tschechow, Molière und Shaw. Er schrieb zahlreiche Drehbücher für Hörspiele und Fernsehproduktionen. Außerdem übersetzte er vom Englischen ins Französische, unter anderem Shakespeares König Lear, Romeo und Julia und Hamlet sowie Equus von Peter Shaffer.
Die größte Bekanntheit erlangte Roux jedoch als Fernseh- und Filmschauspieler. Dazu trug insbesondere seine Rolle des Ovide Plouffe in La famille Plouffe bei, einer der ersten Sitcoms im kanadischen Fernsehen. Sie lief von 1953 bis 1959 und wurde abwechslungsweise auf Französisch und Englisch produziert. Es folgten zahlreiche weitere Engagements in Film- und Fernsehproduktionen, wobei er meist komödiantische Rollen übernahm. Von 1982 bis 1987 war er Direktor der Nationalen Theaterschule Kanadas. 1971 erhielt er den Order of Canada, 1989 den Ordre national du Québec.
Premierminister Jean Chrétien ernannte Roux im August 1994 zum Senator. Als Mitglied der Liberalen Partei war er ein entschiedener Gegner der Unabhängigkeit Québecs. Vor dem Québec-Referendum 1995 sorgte er für mediale Aufregung, als er die Separatisten in die Nähe von Nazis rückte. Wiederum auf Anraten Chrétiens wurde Roux am 12. September 1996 von Generalgouverneur Roméo LeBlanc als Vizegouverneur von Québec vereidigt. Wenig später löste er einen Skandal aus, als er in einem Interview zugab, während seines Studiums ein Hakenkreuz auf seinem Laborkittel getragen zu haben. Außerdem habe er an einer Demonstration gegen die Einführung der Wehrpflicht teilgenommen, die in eine antisemitische Kundgebung ausgeartet sei. Am 5. November gab er seinen Rücktritt bekannt, der am 30. Januar 1997 wirksam wurde.
Roux setzte daraufhin seine Schauspielerkarriere fort. Darüber hinaus war er von 1998 bis 2004 Direktor des Kanadischen Kulturrates.

## Filmografie
| - 1949: On ne triche pas avec la vie - 1952: The Romance of Transportation in Canada - 1953: L’Île-aux-goélands (Fernsehserie) - 1953: La Famille Plouffe (Fernsehserie) - 1960: La côte de sable (Fernsehserie) - 1970: Mont-Joye (Fernsehserie) - 1973: La Lunule - 1977: Duplessis (Fernsehserie) - 1978: Two Solitudes - 1979: Éclair au chocolat - 1979: Riel (Fernsehfilm) - 1980: Cordélia - 1982: La Traversée de la Pacific - 1984: Laurier (Fernsehserie) - 1984: Hotel New Hampshire - 1987: Tinamer - 1988: Des amis pour la vie | - 1988: Revolving Doors (Les portes tournantes) - 1989: Salut Victor - 1990: Cormoran (Fernsehserie) - 1990: Cargo - 1991: L’Empire des lumières - 1992: Die Schrubber-Gang (Tirelire Combines & Cie) - 1992: La Fenêtre - 1993: Monsieur Ripois (Fernsehfilm) - 1994: Meine Freundin Max (Mon amie Max) - 1995: Liste noire - 1997: For Hire - 1999: Das dritte Wunder (The Third Miracle) - 2000: The Courage to Love (Fernsehfilm) - 2002: Rondo pour trompette - 2004: Nouvelle-France - 2005: C.R.A.Z.Y |